# Manfredo de Atenas
Manfredo de Aragão foi Duque de Atenas. Esteve à frente dos destinos do ducado de 1312 até 1317. Foi antecedido por Rogério Deslaur e Seguiu-se-lhe Berengário Estanhol. Era filho do rei Frederico II da Sicília e Leonor de Anjou.